# Gheorghe Cuciureanu
Gheorghe Cuciureanu (n. 1814, Botoșani – d. 8 ianuarie 1886 (S.V.), Iași[A]) a fost un medic și om politic român, membru de onoare (din 1871) al Academiei Române.
S-a stabilit în Iași pe la 1837, a fost protomedic al Moldovei, apoi medic primar și epitrop al Casei „Sfântul Spiridon” din Iași, și Ministru de Culte și Instrucție Publică al Moldovei înainte de unire.
În perioada 17 ianuarie - 23 mai 1861, a îndeplinit funcția de ministru al cultelor în Guvernul condus de Anastasie Panu de la Iași.